# 田解
田解，秦末汉初齐国人。
前203年十月，汉王刘邦的大将军韩信引兵东击齐国。齐王田广派华无伤、田解率军在历下（今山东省济南市历下区）以抵御汉军，汉使郦食其至齐国，华无伤、田解罢守战备，纵酒，齐国遣使与汉议和。韩信用蒯彻之计，度过平原，率领傅宽、泠耳等人，打败了田解率领的齐国的历下守军，随后直打到齐国的都城临淄（今山东省淄博市临淄区）。